# 최윤덕
최윤덕(崔閏德, 1376년 ~ 1445년)은 조선 공조판서 직책을 지낸 조선의 무신이다.
본관은 통천(通川)이며, 자는 여화(汝和)·백수(伯修), 호는 임곡(霖谷)이다. 시호는 정렬(貞烈)이고, 종묘의 세종실에 배향됨으로써 종묘배향공신이 되었다.
일찍이 무과에 올라 부친을 따라 여러 전장에서 무공을 세웠고, 벼슬은 병조판서를 거쳐, 무신으로 우의정, 좌의정을 역임하였다. 또한 최초의 영중추원사가 되었으며 궤장을 하사받았다. 세종 치세에 이종무와 더불어 대마도를 정벌하였고, 북방의 여진족을 정벌하고 4군을 설치하여 압록강유역의 국경선을 확정하였다. 전국에 여러 읍성과 산성을 축성하여 축성대감으로 불렸다.
이윤검(李允儉: 1451년~1520년 8월 26일(음력 8월 14일))는 그의 증손녀사위다.

## 생애

### 유년기
1376년(고려 우왕 2년)에 창원시 북면 내곡리 무릉촌에서 조선초 명장인 양장공 최운해의 장남으로 출생하였다.
1382년 6세에 모친 창원이씨가 산후후유증으로 별세하여 인근의 천민 양수척에게 위탁되어 키워졌다. 1389년 14세에 활을 쏘아 능히 큰 호랑이를 잡았다. 이후 아버지의 명에 따라 계모 안동권씨의 제종조인 양촌 권근 선생에게 사사하였다. 창원시 경상남도에서 태어났다.

### 입조
1394년(태조 3년) 19세에 무과 회시에 장원하였고, 아버지의 군관으로 복무하였다. 1396년(태조 5년) 21세에 부친을 따라 영해전투에 처음 출전하여 왜구를 크게 무찔렀다. 1401년(태종 즉위년)에는 태종이 직접 면담하고 인재를 얻었노라 기뻐하고 바로 훈련관 부사직(종5품)에 임명되었다. 1402년(태종 2년)에는 무과 전시에 합격하여 호군에 올랐다.
1404년(태종 4년)에 부친 양장공 최운해가 별세하여 시묘살이를 하던 중 상중에 기복을 명받고 대호군에 올라 병무를 수행하였다. 1406년(태종 6년)에는 지태안군사가 되었다.
1410년(태종 10년) 다시 한번 무과에 급제하여 상호군에 올라 동북면 조전지병마사로 출전하여 여진족을 정벌하고, 경성병마사가 되었고 1411년(태종 11년)에는 경성절제사 겸 우군동지총제가 되고, 곧이어 경성등처도병마사가 되어 동맹가첩목아(童孟哥帖木兒)를 복속시킴으로써 여진족의 준동을 막았다.
1412년(태종 12년)에는 중군절제사, 1413년(태종 13년)에는 우군절제사가 되었다. 1415년(태종 15년)에는 우군총제 겸 영길도도순문찰리사가 되었다. 1417년(태종 17년) 한양으로 돌아와서 무과시험관을 맡았고, 1418년(태종 18년) 좌군총제 겸 도진무가 되었다.

### 성군 세종과의 만남

정열공을 칭송한 세종어록

#### 대마도 정벌
1418년(세종즉위년) 중군도총제가 되었고, 이어 1419년(세종 1년)에는 의정부 우참찬이 되었다. 이어 대마도 출정에는 3군도절제사로 대마도를 정벌하였다. 1421년(세종 3년)에는 공조판서에 올라 정조사로 중국에 다녀왔다.
1423년(세종 5년)에 평안도 도병마절제사가 되어 안주목사를 겸하였고, 1425년(세종 7년)에는 우찬성이 되었다. 1426년(세종 8년)에는 사복제조 겸 중국사신의 영위사를 맡았다. 1427년(세종 9년) 판좌군부사에 올라 수조관으로 세자를 호위하고 중국에 다녀왔다.
1428년(세종 10년)에는 병조판서가 되었고, 이어 충청, 전라, 경상, 3도 도순찰사를 겸하여 성곽을 수축하였다. 이어 1430년(세종 12년)에는 판중군부사, 세종14년에는 판중추원사가 되었다.

#### 이만주 정벌 이후 우의정으로 특진
1433년(세종 15년) 평안도 도절제사 겸 3군도통사로 훈강(파저강)유역의 여진족 이만주를 정벌하였다. 이 공으로 의정부 우의정에 특진되어 무신으로 드물게 재상의 자리어 올랐다. 여러 번 무인으로 재상의 자리에 오르는 것이 부당하는 소를 올렸으나 세종께서 윤허하지 않았고, 평안도 도안무찰리사를 겸하였다. 1434년(세종 16년)에는 우의정을 사임하는 상소를 올렸으나 다시 윤허 하지 않았다.

#### 좌의정 그리고 최초의 영중추원사로 임명
1435년(세종 17년)에는 의정부 좌의정이 되었는데, 비변사의 24조를 건의하고 사직상소를 임금께서 윤허하지 않으셨다. 1436년(세종 18년)에는 사직상소를 올리는 정렬공을 위해 무관직인 중추원에 영중추를 신설하여 최초로 영중추원사에 올랐고 1438년(세종 20년)에는 어가수행의 특명을 받았다.
1440년(세종 22년) 비변사의 9조를 다시 건의하였는데 이때 계모 안동권씨 별세하여 3년 동안 시묘살이를 하였다. 3년 상을 마치고 1442년(세종 24년) 다시 영중추원사로 복직하였다. 1444년(세종 26년0에 69세의 고령으로 영중추원사를 사임하는 소를 올렸으나 윤허하지 않으셨다.
1445년(세종 27년) 국조기로소에 들에 궤장을 하사받았는데 얼마 지나지 않아 1445년(세종 27년) 12월 5일에 별세하니 향년이 70이었다.
시호를 정열(貞烈)이라 내렸다. [청백하게 절조를 지킴이 정(貞)이요, 공이 있어 백성을 편안케 함이 열(烈)이다.] 세종이 예관을 명하여 창원부 북면 백월산하 사로곡에 국가에서 장사를 지냈다.
1446년(세종 28년)에는 세종께서 친히 정렬공의 제문을 하사하였다. 1450년(문종 즉위년)에 세종묘 배향 신하 중 1번으로 선정되어, 세종묘(서울 종묘)에 위판을 배향되었다.
1683년(숙종 9년)에는 통천의 상열사에, 1707년(숙종 33년) 안주 청천사에 사액하고 을지문덕과 함께 제향하였다. 이어 용천의 용천사에 사액하였다. 정조 3년, 정조 18년, 순조 18년, 헌종 5년에는 창원에 세워진 정려각을 각각 중수하였다. 묘와 생가터등이 문화재로 지정되었다.

## 업적

### 대마도 정벌
1419년(세종1년) 조선의 유화정책에도 불구하고 왜구의 침탈이 계속되자 5월 14일에 조정에서 대마도의 정벌을 논의하게 되었다. 이어 그해 음력 6월 19일 장천군 이종무를 3군도체찰사로 삼고, 영의정 유정현을 3도도통사로 하고, 참찬 최윤덕을 3군도절제사로 삼도에 소속된 9명의 절제사들과 전함 227척, 군사 1만 7천 명을 이끌고 거제도의 마산포를 떠나 왜구의 근거지인 대마도를 정벌케하였다.
6월 20일에 선발대가 대마도에 상륙한 이후 본대가 뒤이어 상륙하여 조선군은 섬의 구석구석을 수색하고 근거지를 소탕하자 왜구들이 산으로 달아나 방어를 하였다. 이에 26일에 왜구와 결전을 위해 전진하던 중 좌군절제사 박실이 복병을 만나 후퇴하였다. 이 전투로 편장 박홍실, 박무양, 김해, 김희등이 전사하고 병사들 백 수십명이 다쳤다.
이에 최윤덕이 중요 길목을 차단하니 보름이 지나자 대마도의 도주가 항복을 하였다. 이에 조선군은 항복을 받아들이고 잡혀갔던 조선 사람과 함께 붙잡혀 있던 명나라 사람도 구출하여 군대를 철수시켰다. 항복을 받은 지 7일 만인 7월3일 거제도로 개선하였다. 출병한 지 보름 만이었다.
정벌이후 대마도의 경상도 편입을 통고하는 대신 조선과의 무역을 허락하여 삼포를 개항했다. 이러한 포용정책으로, 오랜기간 왜구의 침입이 없어졌다.

### 이만주 정벌
훈강(파저강) 인근의 여진족 이만주를 정벌하고 평안도에 사군을 설치하는 공을 세운다.
1432년(세종14년) 12월 9일에 평양감사의 보고에 야인 400여기가 경계에 침입하여 사람과 물건들을 약탈해가니 강계절제사 박초가 추격하여 사람들을 구하고 약탈해가는 물건을 다시 빼앗아 왔다고 하였다. 이어 12월 21일에 파저강 유역의 이만주가 침입하였는데, 이전부터 식량이 부족하여 4군 지역에 자주 침탈하였다.
1433년(세종15년) 1월에 평안도 감사가 여연 강계에서의 전투에서 전사자(48명)를 포함해서 75명의 피해를 보고했다. 같은달 11일에 평안도 절제사로 최윤덕을 임명하였다. 처음에는 정벌에 신중해야한다고 아뢰었으나 세종의 정벌의지는 확고하였다. 그리고 최윤덕을 판중추원사 겸 영영변도호부사로 삼았다. 조정에서 처음 정벌군의 규모를 3천을 논하였으나 최윤덕이 아뢰어 1만이상의 군사로 정하였다.
1433년(세종15년)4월에 모든 군사가 강계부에 집합하여, 최윤덕을 평안도 도절제사 겸 3군도통사로 김효성을 도진무로 하여 황해, 평안 양도의 군병 15,000명을 편성하여 드디어 압록강의 지류인 파저강유역으로 4월19일에 출진한다. 휘하의 절제사들을 7개의 부대로 나누어 단숨에 여진족의 각 마을을 쳐들어가 점령함으로써 대승을 이끌었다. 이 전투의 공로로 5월에 최윤덕은 우의정에 오르게된다. 이어 근정전에서 펼쳐진 출병장수들의 위로연에서 세종은 세자의 술잔을 앉아서 받도록 하는 등 전적인 신뢰를 나타낸다. 이후 그 뒤 여연·자성·무창·우예에 4군을 설치하였다.

### 축성 대감
1421년(세종3년)에 공조판서에 임명되었는데 평소 상왕 태종과 세종에게 건의하던 일과 무관하지 않았으며 같은해 8월에 도성의 성곽의 보수할 것을 아뢰었다. 그 후 도성수축도감을 설치하고 세종4년 정월부터 도성 수축공사를 하였다.
1429년(세종11년)에 충청, 전라, 경상도의 삼도도순무사가 되어 성터를 순회하면서 살펴보게 하였다. 이듬해 최윤덕을 판중군부사로 임명하고, 5월에 하삼도의 수축과 새 축성터를 아뢰게하고 신하들의 반대에도 최윤덕의 말에 따를 것이라 하며 성보를 수축의 임무를 맏겼다. 경상도의 동래와 남해에 축성의 필요성을 아뢰면서 일본이 통일되면 반드시 조선에 쳐들어 올것이니 방비를 해야한다고 아뢰었다. 이이의 10만 양병설에 140여 년 앞서서 일본의 침략을 예언하였다.

## 사후
세종의 묘정에 배향되었고, 통천의 상렬사(尙烈祠)와 안주의 청천사(淸川祠)에 제향되었다. 시호는 정렬(貞烈)이다.

## 작품
호연정기(浩然亭記)

작자, 정열공 최윤덕

내가 금계에 와서 정신이 소모되고 기력이 감축되어 아름다움을 찾아 뛰어나게 경치가 좋은 곳을 얻으니, 이는 곧 석각정(石角亭)이다.

 전일 정신이 소모하고 기력이 감축된 것이 활연해 지고, 상쾌하게 되었으므로, 멀리 추부자(맹자)의 호연지기(공명정대하여 부끄러움이 없는 도덕적 용기)를 잘 기르는 뜻으로, 정자에 이름을 붙이니, 이 두 자의 뜻은 오직 천지간에 꽉 찼을 뿐이다.

이로써 나의 정자를 이름하였으니, 어찌 부끄럽지 않겠는가. 후대 사람들이여 비웃기를 멈출지어다.

至哉鄒孟氏 千古是吾師

二字斯亭揭 每觀動靜時

齊梁長夜世 誰識是賢師

惟此浩然氣 應無間斷時

지극하도다 추 나라 맹자는, 천고에 나의 스승이로다.

두 글자를 이 정자에 걸어놓고, 매양 앉으나 서나 본다.

제 나라와 양 나라는 캄캄한 밤중이었으니, 뉘라서 이 어진 스승을 알아보랴.

오직 이 호연지기는, 응당 한때라도 끊어지면 아니되리니.

好雨留人故故遲  當窓盡日聽江聲

좋은 비는 사람을 만류하여 떠날 길을 늦추니, 창가에 종일토록 강물소리 듣고 있네.

## 일화
그는 성품이 자애롭고 근검하여서 공무의 여가를 이용하여 묵은 땅에 농사를 지었고, 호랑이에게 잡아먹힌 남편의 원수를 갚아달라는 여인의 호소를 듣고 그 호랑이를 잡아서 배를 갈라 남편의 뼈를 찾아 장사를 지내게 해 준 일도 있다.

### 장상의 성품에 관한 일화
평소에 검소하고 청렴한 그가 태안군사로 있을 때 차고 있던 화살통의 쇠 장식이 너무 헐었기에 부하가 관가의 새로운 쇠 장식으로 갈아 끼웠더니, 장군이 이에 노발하여 끼웠던 쇠 장식을 도로 떼어내었다는 일화가 있다.
세종 5년부터 평안도도절제사가 되어 안주목사를 겸직하고 있을 때에도 그가 20년 전 서산군 수령으로 있을 때와 다름없는 일화들을 남겼으니, 공무가 끝나면 공청 뒤에 빈 땅을 갈아 채소를 가꾸면서 이웃 백성에게 생업에 충실하고 즐길 것을 가르쳤다.
하루는 송사 하러 온 자가 도절제사의 얼굴을 몰라 장군을 보잘 것 없는 촌부로 알고
"대감께서는 어디 계신가?"
하고 묻기에
"송사장에 있으면 곧 오실 것이다."
라고 대답하여 그 자를 들여보내 놓고, 옷을 갈아입은 후 송사의 판결에 임하였다 한다.
세종 5년부터 평안도도절제사가 되어 안주목사를 겸직하고 있을 때, 한번은 한 아낙네가 찾아와서
"풍수지리를 보던 남편이 산중에서 호랑이에게 물려 죽었습니다."
하고 억울함을 호소하였다.
"내가 원수를 갚아주지."
하고 산에 올라 호랑이의 발자국을 밟아 찾아내어 쏘아 죽이고 나서 그 배를 갈라 매장해 주니, 아낙네는 슬픔과 고마움에 흐느껴 울었다.
공은 등과하여 조정에 출사한 후 통천군 벽양면에 벽산성을 축성하고 외직에 나가 있을 때를 제외하고는, 매일 검은 소를 타고 일정한 시각에 맞추어 500리 길 한양의 대궐로 등청하였는데, 가다가 향천역 마을에서 소에게 물을 먹였다 하여 그곳을 향천리라 하게 되었으며, 귀로에는 회양군 안풍면의 초원에서 소를 노아 풀을 먹였다 하여 방목리라 부르게 되었으니, 그곳이 후일의 안풍면 방목리가 되었다 한다.
최윤덕장군에 관한 또다른 일화가 청파극담(靑坡劇談)에 있는데 살펴보면 다음과 같다.
최윤덕 장군(정승)이 모친상(계모 안동권씨)을 당해, 한 필의 말을 타고 종 하나만 거느리고 남쪽으로 내려가는 길이었다.
개울을 건너가는 때에 인근 고을의 수령 두세명이 모여 시냇가에서 장막을 치고 늘어지게 술을 마시면서 서로 말하기를,
"저 사람 상복차림으로 말을 타고 가는 것을 보니 필시 이 고을 촌민일거야. 감히 수령을 향하여 무례하게 이처럼 이르다니, 불가불 크게 벌을 주어야 하겠군."
하고는 군졸을 시켜 노비를 잡아와 물었다.
"네 주인이 누구냐?"
"최고불입니다."
"네 주인의 이름이 무엇이냐 말이다."
또 이르기를
"최고불입니다."
하자 크게 화를 내며 말하기를
"네 주인이 내려야 할 곳에 내리지 않아 죄를 지었거늘, 너는 다시 이름까지 숨기니, 주인과 노비가 똑같이 나쁘구나."
하면서 노비의 머리를 때렸다.
노비가 천천히 말하길,
고불은 최윤덕정승이며,(모친상을 당해) 고향인 창원으로 내려가는 중입니다." 하였다.
수령들은 크게 놀라 뉘우치며 즉시 천막을 걷어치우고 술마시는 것을 파하였으며 서로 달려가 용서를 구했다.
라 되어 있는데 청렴하여 모친상을 당해도 한 필의 말과 종 하나만 거느리고 시골 촌노처럼 귀향한 모습을 볼 수 있는 부분이다.

### 산소와 집터에 관한 일화
사간원 대사간 정창협이 지은 행장에 의하면,
"공이 탄생함에 무악의 풀이 자라지 않고, 졸하여서는 영령(英靈)이 불멸이라."
하고, 묘하의 마을 사람들이 때로 신기하게 도움을 받으므로 치성을 드려 보답한다.
옛 집터와 묘하에서는 때로 병마소리를 들었고, 거기에 집을 지었더니, 그 집에 거한 사람이 밤마다 그 소리를 듣고 그 집을 헐고 이거하였다.
중년에 창원의 토호가 본부수령에게 부탁하여 산소 언덕의 나무를 베어 팔았다가 그 일을 맡은 자와 수행한 사람이 함께 졸지에 죽었다.
정려를 중수할 때에 황덕린이란 사람이 이 일을 맡은 아전이었는데, 남은 판자와 재목을 장사지내는 곳에 쓰도록 빌려 주었더니, 그가 곧 피를 토하고 죽었다.
전해오는 이야기가 있는데, 공이 살아 있을 때 집을 떠나 30리쯤 바다 나룻가에 이르러 패도를 잊고 온 것이 생각나, 소리를 내어 집의 종을 불러 이르기를,
"패도가 안상에 있으니 속히 가져오너라."
하였더니, 종이 곧 가져와 드렸다. 사람들이 종에게 그 연유를 물은즉,
"부르는 소리가 귓가에 남아 있는 것 같다."
고 하였다.
공의 산소에 관한 전설이나 신비스런 일들은 이 외에도 수없이 전해진다.

## 가계
- 조부: 최록(崔祿)
- 조모: 평창 이씨(平昌李氏)
- 아버지: 최운해(崔雲海)
- 어머니: 창원 이씨(昌原李氏)
- 계모: 안동 권씨(安東權氏)
  - 이복 동생: 최윤복(崔閏福)·최윤온(崔閏溫)·최윤례(崔閏禮)
  - 배위: 팔거 도씨(八莒都氏)
    - 아들: 최숙손(崔淑孫)
      - 손자: 최맹한(崔孟漢)
      - 손자: 최중한(崔仲漢)

    - 아들: 최경손(崔敬孫)
      - 손녀: 이국(李菊)에게 출가

    - 아들: 최광손(崔廣孫)
      - 손자: 최계한(崔季漢)
      - 손자: 최종한(崔終漢)

    - 아들: 최영손(崔泳孫)
    - 딸: 주세구(周世龜)에게 출가
    - 딸: 이효검(李孝儉)에게 출가

## 관련 작품

### 드라마
- 《뿌리깊은 나무》(MBC TV, 1983년~1983년, 배우:김주영)
- 《용의 눈물》(KBS 1TV, 1996년~1998년, 배우:박승규)
- 《대왕 세종》(KBS 2TV, 2008년~2008년, 배우:선동혁)

## 유적지
- 정렬공 최윤덕 묘 : 경상남도 창원시 북면 대산리 산8 (경상남도 기념물 제121호) - 1992년 10월 21일에 지정
- 최윤덕 장군 생가지 : 경상남도 창원시 북면 내곡리 (경상남도 기념물 제145호) - 1995년 5월 2일에 지정
- 최윤덕 정려각 : 경상남도 창원시 삼동동
- 서울 종묘 : 세종묘에 배향.
- 관곡서원 : 전북 임실
- 정렬공 최윤덕 부조묘 : 전북 장수군
- 삼충사(통천최씨 사우) - 양장공 최운해, 정렬공 최윤덕, 근제공 최윤온, 옥포공 최산정 배향 : 전남 해남군 옥천군 대산리

## 연관인물
- 세종
- 양촌 권근
- 황희
- 허조
- 이수
- 이종무
- 윤관
- 이천
- 김종서
- 간이당 최립(최윤복 후손)
- 최산정(최윤온 후손)

## 같이 보기
- 사군
- 파저강 전투
- 대마도 정벌